# Костинброд
Костинброд (болг. Костинброд) — город в Болгарии. Находится в Софийской области, входит в общину Костинброд. Население составляет 12 338 человек (2022).

## Политическая ситуация
Кмет (мэр) общины Костинброд по итогам местных выборов с 2015 г. — Трайко Младенов (ГЕРБ), набравшего 51,9% голосов.